# Andreas Langenscheidt
Andreas Langenscheidt (* 17. Mai 1952 in Berlin) ist ein deutscher Verleger.

## Leben
Andreas Langenscheidt ist der älteste Sohn des Verlegers Karl Ernst Tielebier-Langenscheidt und Ururenkel des Verlagsgründers Gustav Langenscheidt. Er studierte Wirtschaftsingenieurwissenschaften an der Universität München und absolvierte im Anschluss daran den Studiengang zum Master of Business Administration an der UCLA in den USA. 
1981 trat er in die Langenscheidt Verlagsgruppe ein. Zunächst blieb er in den USA um das Kartografie-Geschäft der Langenscheidt-Gruppe aufzubauen und in New York die Niederlassung Langenscheidt Publishers Inc. zu gründen. 1983 kehrte er nach Deutschland zurück. 1990 wurde Andreas Langenscheidt geschäftsführender und persönlich haftender Gesellschafter der Langenscheidt-Verlagsgruppe (Umsatz 2005: 255 Millionen Euro) und der Nachfolger seines Vaters Tielebier-Langenscheidt. Außerdem war er Aufsichtsratsvorsitzender des Mannheimer Verlags Bibliographisches Institut & F. A. Brockhaus. Sein jüngerer Bruder Florian Langenscheidt zog sich 1994 freiwillig aus der operativen Geschäftsführung der Langenscheidt-Verlagsgruppe zurück, war jedoch zunächst weiterhin als Kommanditist an der Langenscheidt Verlagsgruppe beteiligt. 
Im Jahr 2011 wurde Andreas Langenscheidt als Geschäftsführer des Langenscheidt Verlags abgelöst. Nach dem Verkauf fast aller wesentlichen Beteiligungen wurde der Verlag Anfang 2013 an die Günther Holding GmbH veräußert.